# Березина
Березина (блр. Бярэзіна; рус. Березина) белоруска је река и десна притока Дњепра. Најдужи је водоток који целом дужином свога тока протиче преко територије Белорусије.

## Карактеристике
Беразина извире у мочварном подручју северног дела Минског побрђа недалеко од града Докшици у Витепској области. Тече преко јужног дела Централноберазинске равнице и улива се у реку Дњепар код села Берегаваја Слабада у Речичком рејону Гомељске области. Укупна дужина водотока од извора до ушћа је 613 km, а површина сливног подручја 24.500 km². Просечан проток при ушће је око 145 m³/s. Под ледом је од децембра до априла. Пловна је у дужини од 500 km узводно од ушћа.
Најважније притоке су Гајна, Бобр и Свислач. На реци Беразини су смештени градови Барисав, Беразино, Бабрујск и Светлагорск

## Историја
Током Великог северног рата Швеђани су под Карлом XII прешли Березину на путу за Смоленск (1708). Током повлачења Наполеонове војске из Русије водиле су се борбе на обе стране Березине, код Барисава и Студјанке. Наполеон је са остацима своје армаде успео да пређе реку 27—29. новембра 1812. претрпевши велике губитке.
У Совјетско-пољском рату 1920. на Березини су вођене тешке борбе, а 7. јула Црвена армија је прешла Березину и присилила пољску војску на повлачење.
За време Другог светког рата на Березини је у лето 1944. током операције Багратион разбијена немачка група армија Центар, након чега је Црвена армија избила на западне границе СССР и наставила напредовање ка западу.